# Katona Mihály (orvos)
Katona Mihály (Révkomárom, 1800 – Miskolc, 1861. február 1.) orvos, megyei főorvos.

## Élete
Katona Mihály református lelkész fia. Bécsben hallgatta az orvosi tudományokat az egyetemen és ugyanott 1832-ben nyert orvosdoktori oklevelet; innen néhány évi orvosi gyakorlat után, Borsod vármegye választotta meg első főorvosának. Meghalt 1861-ben, 61. évében.
Cikkei az Orvosi Tárban (1848. Fölszólítás, Felelet a borsod-miskolczi orvosegylet fölszólítására, Értekezés a járványos cholera felől, Viszont visszautasítás.)

## Munkái
- Dissertatio inaug. medicopractica de arthritide. Viennae, 1832.
- Abhandlung über die Grippe (Influenza) in Wien in dem Jahre 1833. Uo. 1833.
- Bemerkenswerthe ärztliche Nachricht über die in Wien zu errichtende Anstalt für die stärkenden, aromatischen, Kampferhaltigen, weingeistigen, ätherisch-öhligten, harzigten, schwefligten, dann für die erweichenden schmerzstillenden Dampfbäder, sammt der Anweisung zum Gebrache. Uo. 1834.
- Beitrag zur Erkenntniss der Brustkrankheiten mittelst des Stetoscops u. des Plessimeters und mehrerer physikalischer Kennzeichen. Nach den neusten Quellen bearbeitet. Uo. 1837.
- Értekezés a verses himlőnek tekintetet nemes Borsodvármegyében 1841-ik év télelő havában s e jelenvaló évben véghez vitt bé-oltása s annak sikere felől. Miskolcz, 1842.